# Dimitri Gluhovsky
Dmitri Aleksejevič Glukhovski (Moskva, 1979.), ruski novinar i pisac, diplomirao je novinarstvo i međunarodne odnose u Jeruzalemu. Kao reporter obišao je gotov cijeli svijet te je bio prvi izvjestitelj koji se uživo javio sa Sjevernog pola.

## Životopis
Svoje je prve priče Dmitri počeo objavljivati sa samo 19 godina, a pravu popularnost je stekao upravo romanom Metro 2033., kojeg je od 2002. počeo besplatno objavljivati u poglavljima na svojim internetskim stranicama kao svojevrstan internetski eksperiment. Roman je u papirnatom izdanju tiskan 2005. kada je postao ruska nacionalna uspješnica te je ubrzo preveden na trideset svjetskih jezika. Godine 2007. na Euroconu u Copenhagenu ESFS mu je dodijelio prestižnu nagradu Encouragement Award za najbolji znanstvenofanatstični roman, a koju godinu kasnije prema romanu je napravljena i vrlo popularna FPS računalna / Xbox igra.
Dmitri je nastavio objavljivati online, pa su tako čitatelji 2007. mogli uživati u romanu Sumrak,  a 2009. više od milijun čitatelja pročitalo je Metro 2034, čija se radnja odvija godinu dana nakon romana Metro 2033. Bez obzira na besplatno internetsko objavljivanje i ovaj je roman tiskan te je još iste godine postao najprodavanije djelo. Glukhovski je Metro 2034 pretvorio u umjetnički projekt pozvavši poznatog ruskog izvođača elektroničke glazbe, Dolphina, da sklada originalan soundtrack, dok mu je umjetnik Anton Gretchko naslikao slike na ulju za galeriju.
Osim ZF romana, autor je i satiričkih priča Stories of Motherland, u kojima se kritičke osvrće na sadašnju Rusiju. Dmitri trenutačno pregovara s holivudskim producentima oko prodaje prava za film Metro 2033.